# Charles E. Rushmore
Charles Edward Rushmore (New York, 2 dicembre 1857 – 31 ottobre 1931) è stato un imprenditore e avvocato statunitense, noto per aver dato il nome al Monte Rushmore, opera costruita in suo onore.

## Biografia
Era figlio di Edward Carman Rushmore e Mary Eliza Rushmore (nata Dunn), originari di Tuxedo Park, nello stato di New York.